# Olympische Sommerspiele 1984/Basketball
Bei den XXIII. Olympischen Sommerspielen 1984 in Los Angeles wurde je ein Basketballturnier für Männer und Frauen ausgetragen. Die Spiele fanden vom 29. Juli bis zum 10. August in der Mehrzweckhalle The Forum in Inglewood statt.

## Bilanz

### Medaillenspiegel
| Platz  | Land               | Gold | Silber | Bronze | Gesamt |
| ------ | ------------------ | ---- | ------ | ------ | ------ |
| 1      | Vereinigte Staaten | 2    | –      | –      | 2      |
| 2      | Spanien            | –    | 1      | –      | 1      |
| 3      | Südkorea           | –    | 1      | –      | 1      |
| 4      | China              | –    | –      | 1      | 1      |
| 5      | Jugoslawien        | –    | –      | 1      | 1      |
| Gesamt | Gesamt             | 2    | 2      | 2      | 6      |

### Medaillengewinner
| Disziplin | Gold | Silber | Bronze |
| --------- | --- | --- | --- |
| Männer    | Vereinigte StaatenSteve Alford Leon Wood Patrick Ewing Michael Jordan Vern Fleming Alvin Robertson Jon Koncak Wayman Tisdale Joe Kleine Chris Mullin Sam Perkins Jeff Turner              | SpanienJosé Manuel Beirán José Luis Llorente Josep Maria Margall Fernando Arcega Juan Domingo de la Cruz Juan Manuel López Iturriaga Andrés Jiménez Fernando Romay Juan Antonio Corbalán Ignacio Solozábal Fernando Martín Juan Antonio San Epifanio | JugoslawienDražen Petrović Aleksandar Petrović Rajko Žižić Andro Knego Nebojša Zorkić Ivan Sunara Sabit Hadžić Dražen Dalipagić Emir Mutapčić Ratko Radovanović Mihovil Nakić Branko Vukičević |
| Frauen    | Vereinigte StaatenTeresa Edwards Lea Henry Lynette Woodard Janice Lawrence Anne Donovan Cathy Boswell Cindy Noble Kim Mulkey Cheryl Miller Denise Curry Pamela McGee Carol Menken-Schaudt | SüdkoreaChoi Aei-young Kim Eun-sook Lee Hyung-sook Jeang Myung-hee Choi Kyung-hee Lee Mi-ja Kim Hwa-soon Kim Young-hee Moon Kyung-ja Sung Jung-a Park Chan-sook Park Yang-gae                                                                        | ChinaChen Yuefang Li Xiaoqin Ba Yan Song Xiaobo Zheng Haixia Qiu Chen Wang Jun Xiu Lijuan Cong Xuedi Zhang Hui Liu Qing Zhang Yueqin                                                           |